# 천안월봉중학교
천안월봉중학교(天安月峰中學校)는 대한민국 충청남도 천안시 서북구 불당동에 있는 공립 중학교이다.

## 학교 연혁
- 2005년 10월 10일 : 천안월봉중학교 설립인가(30학급, 특수학급 1)
- 2008년 3월 5일 : 제1회 입학식(12학급 436명)
- 2008년 3월 27일 : 개교식
- 2011년 2월 9일 : 제1회 졸업식(427명)
- 2024년 3월 1일 : 제7대 윤영림 교장 부임
- 2025년 1월 7일 : 제15회 졸업식(359명, 총 졸업생 5,735명)
- 2025년 3월 4일 : 제18회 입학식(12학급 384명)

## 참고 자료
- 천안월봉중학교 - 한국교육학술정보원 학교알리미